# Oison
Oison és un municipi francès, situat al departament del Loiret i a la regió de Centre – Vall del Loira. L'any 2007 tenia 124 habitants.

## Demografia

### Població
El 2007 la població de fet d'Oison era de 124 persones. Hi havia 52 famílies, de les quals 12 eren unipersonals (4 homes vivint sols i 8 dones vivint soles), 20 parelles sense fills i 20 parelles amb fills.
La població ha evolucionat segons el següent gràfic:
Habitants censats

### Habitatges
El 2007 hi havia 58 habitatges, 52 eren l'habitatge principal de la família, 4 eren segones residències i 2 estaven desocupats. Tots els 58 habitatges eren cases. Dels 52 habitatges principals, 46 estaven ocupats pels seus propietaris, 5 estaven llogats i ocupats pels llogaters i 2 estaven cedits a títol gratuït; 2 tenien una cambra, 3 en tenien dues, 7 en tenien tres, 15 en tenien quatre i 26 en tenien cinc o més. 37 habitatges disposaven pel capbaix d'una plaça de pàrquing. A 22 habitatges hi havia un automòbil i a 25 n'hi havia dos o més.

### Piràmide de població
La piràmide de població per edats i sexe el 2009 era:
| Homes | Edats   | Dones |
| ----- | ------- | ----- |
| 0     | 95 o +  | 0     |
| 0     | 90 a 94 | 0     |
| 0     | 85 a 89 | 4     |
| 4     | 80 a 84 | 0     |
| 4     | 75 a 79 | 8     |
| 0     | 70 a 74 | 0     |
| 0     | 65 a 69 | 0     |
| 8     | 60 a 64 | 8     |
| 4     | 55 a 59 | 0     |
| 4     | 50 a 54 | 0     |
| 0     | 45 a 49 | 4     |
| 8     | 40 a 44 | 4     |
| 4     | 35 a 39 | 0     |
| 12    | 30 a 34 | 16    |
| 4     | 25 a 29 | 8     |
| 8     | 20 a 24 | 0     |
| 4     | 15 a 19 | 0     |
| 0     | 10 a 14 | 4     |
| 0     | 5 a 9   | 8     |
| 8     | 0 a 4   | 12    |

## Economia
El 2007 la població en edat de treballar era de 74 persones, 59 eren actives i 15 eren inactives. De les 59 persones actives 57 estaven ocupades (27 homes i 30 dones) i 2 estaven aturades (2 dones i 2 dones). De les 15 persones inactives 9 estaven jubilades, 4 estaven estudiant i 2 estaven classificades com a «altres inactius».

### Ingressos
El 2009 a Oison hi havia 56 unitats fiscals que integraven 133 persones, la mediana anual d'ingressos fiscals per persona era de 21.442 €.

### Activitats econòmiques
Els 2 establiments que hi havia el 2007 eren d'empreses de transport.
L'any 2000 a Oison hi havia 9 explotacions agrícoles que ocupaven un total de 1.143 hectàrees.

## Poblacions més properes
El següent diagrama mostra les poblacions més properes.